# Hustopeče (rozhledna)
Rozhledna Hustopeče u stejnojmenného města je rozhledna která vznikla v roce 2012 v mandloňovém sadu.
Rozhledna postavená na tzv. Hustopečském starém vrchu nacházejícím se severovýchodně od Hustopeč v nadmořské výšce 303 m n. m., byla oficiálně zpřístupněna veřejnosti 31. března 2012. Jedná se o dřevěnou rozhlednu s kovovými prvky. Celková její výška dosáhla 17,4 metru, vyhlídkový ochoz je umístěn 12,6 metrech nad zemí. Návrh rozhledny zpracovali architekté Martin Novák a Antonín Olšina.
Rozhledna byla postavena v mandloňovém sadu, který zde vznikl v roce 1948. V roce 2009 jej město Hustopeče odkoupilo od společnosti Nestlé. V současné době se v sadu nachází kolem tisícovky stromů mandloně obecné.
Vedle Děvína, Velké Javořiny a slovenských Malých Karpat skýtá rozhledna výhled i na alpský Ötscher. Vzdálenost od náměstí k rozhledně je asi 2 500 metrů.[zdroj?]

## Fotogalerie

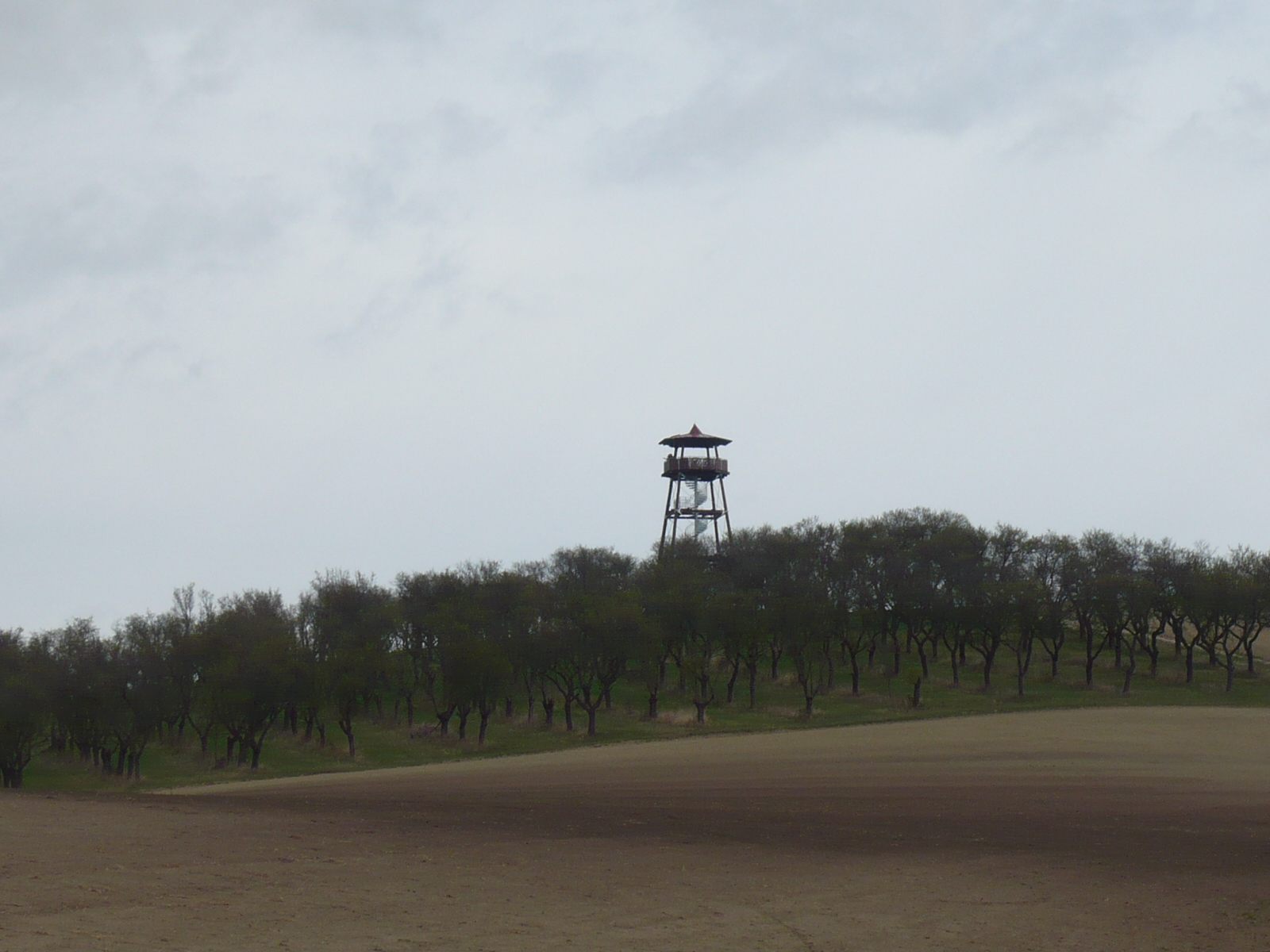
Pohled z jihozápadu
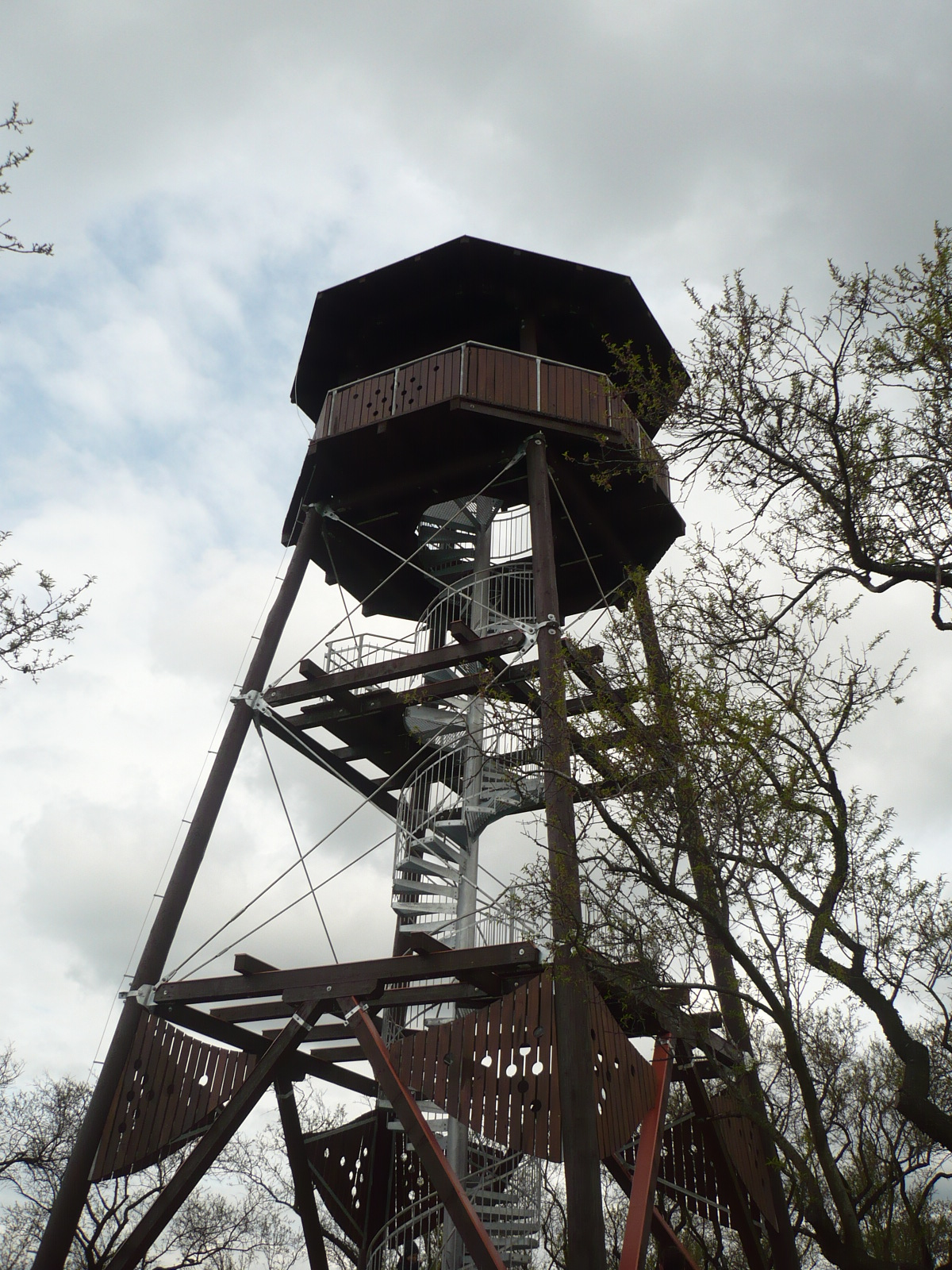
Pohled od paty rozhledny
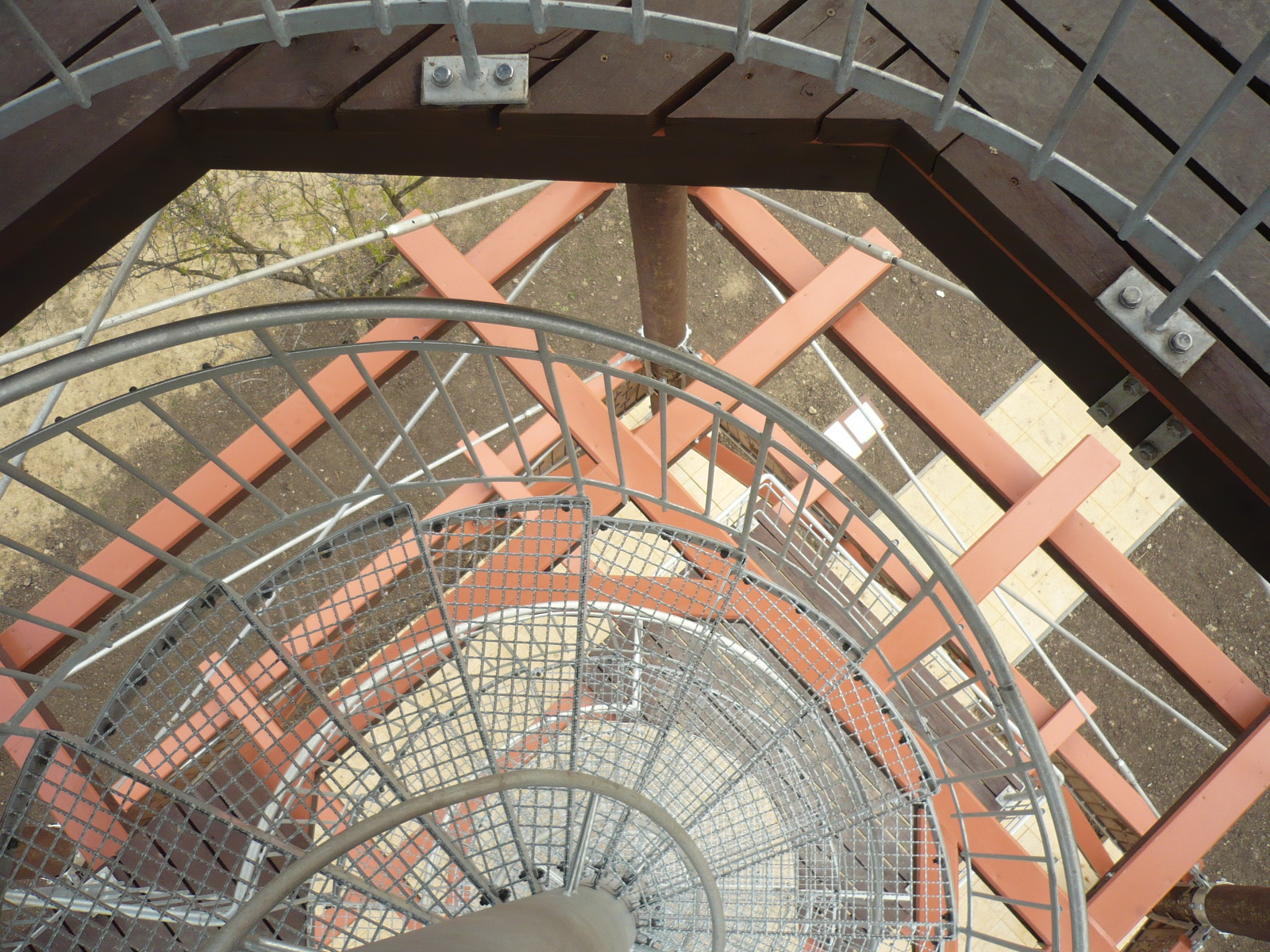
Kovové schodiště vedoucí na ochoz